# Ribeiro dos Santos Thiaguinho
Thiaguinho (pravim imenom Thiago Ribeiro dos Santos; u Hajduku registriran kao Ribeiro dos Santos Thiaguinho) (28. ožujak 1989.),  brazilski nogometaš, nekadašnji igrač Hajduka. U Hajduk dolazi na jednogodišnju posudbu u ljeto 2009., ali koncem godine raskinut je ugovor s njim i Paraibom.
Thiaguinho je odigrao 11, prijateljskih utakmica u kojima nije dao nijedan gol.
Statistika u Hajduku
| Natjecanje        | Nastupi | Zgoditci |
| ----------------- | ------- | -------- |
| Prvenstvo         | 0       | 0        |
| Kup               | 0       | 0        |
| Superkup          | 0       | 0        |
| Međunarodne       | 0       | 0        |
| Splitski podsavez | 0       | 0        |
| Ukupno            | 0       | 0        |
| Prijateljske      | 11      | 0        |
| Sveukupno         | 11      | 0        |